# Gazeta Górska
„Gazeta Górska” – kwartalnik wydawany przez Polskie Towarzystwo Turystyczno-Krajoznawcze w Krakowie od 1993 roku. 

## Historia
Pomysłodawcą, założycielem i pierwszym redaktorem pisma był Edward Moskała. W latach 1996–2008 redaktorem naczelnym był Zbigniew Kresek. W 2009 roku naczelną redaktor została Natalia Figiel, a czasopismo zmieniło szatę graficzną. Początkowo (1993) ukazywało się w nakładzie 4 tysięcy egzemplarzy. W 2019 roku nakład wynosił 1,5 tysiąca egzemplarzy.